# Olari, Olt
Olari este un sat în comuna Pârșcoveni din județul Olt, Oltenia, România. În trecut, satul s-a numit și Vâlsănești, prima atestare documentară a satului Vâlsănești fiind făcându-se în data de 8 mai 1577.

## Vezi și
- Conacul Neamțu din Olari
- Elena Cornetti

 Acest articol despre o localitate din județul Olt este deocamdată un ciot. Puteți ajuta Wikipedia prin completarea lui.

Sat de o frumusețe rară cu păduri verzi de foioase, străbătut de râul Cungrea și cu celebrul copac,Tecul de la Ionicesti.